# Colo-Colo
A Corporación Club Social y Deportivo Colo-Colo egy chilei labdarúgóklub. Fennállása során rekordszámú nemzeti címet nyert el, az egyetlen chilei csapat, mely megnyerte a Libertadores-kupát (1991). Orth György, Plattkó Ferenc, Garay Miksa és Puskás Ferenc személyében, magyar vezetőedzők is megfordultak a klubnál.

## Sikerlista
- Chilei bajnok (34):  1937, 1939, 1941, 1944, 1947, 1953, 1956, 1960, 1963, 1970, 1972, 1979, 1981, 1983, 1986, 1989, 1990, 1991, 1993, 1996, 1997-C, 1998, 2002-C, 2006-A, 2006-C, 2007-A, 2007-C, 2008-C, 2009-C, 2014-C, 2015-A, 2017, 2022, 2024
- Chilei kupagyőztes (13): 1958, 1974, 1981, 1982, 1985, 1988, 1989, 1990, 1994, 1996, 2016, 2019, 2021
- Chilei szuperkupa-győztes (2): 2017, 2018
- Copa Libertadores (1): 1991
- Copa Interamericana (1): 1992
- Recopa Sudamericana (1): 1992

## Játékoskeret
2021. szeptember 13-tól
| #  |     | Poszt | Név                |
| -- | --- | ----- | ------------------ |
| 1  | CHI | K     | Brayan Cortés      |
| 12 | CHI | K     | Omar Carabalí      |
| 25 | CHI | K     | Julio Fierro       |
| 2  | CHI | V     | Jeyson Rojas       |
| 3  | CHI | V     | Miiko Albornoz     |
| 4  | ARG | V     | Matías Zaldivia    |
| 13 | CHI | V     | Bruno Gutiérrez    |
| 15 | ARG | V     | Emiliano Amor      |
| 16 | CHI | V     | Óscar Opazo        |
| 27 | CHI | V     | Daniel Gutiérrez   |
| 31 | CHI | V     | Nicolás Garrido    |
| 37 | URU | V     | Maximiliano Falcón |
| 5  | ARG | KP    | Leonardo Gil       |
| 6  | CHI | KP    | César Fuentes      |

| #  |     | Poszt | Név               |
| -- | --- | ----- | ----------------- |
| 8  | PER | KP    | Gabriel Costa     |
| 17 | CHI | KP    | Gabriel Suazo     |
| 22 | CHI | KP    | Bryan Soto        |
| 26 | CHI | KP    | Carlo Villanueva  |
| 30 | CHI | KP    | Ignacio Jara      |
| 34 | CHI | KP    | Vicente Pizarro   |
| 35 | CHI | KP    | Joan Cruz         |
| 38 | CHI | KP    | Jorge Araya       |
| 9  | CHI | CS    | Javier Parraguez  |
| 10 | VEN | CS    | Christian Santos  |
| 11 | CHI | CS    | Marcos Bolados    |
| 18 | CHI | CS    | Iván Morales      |
| 32 | CHI | CS    | Luciano Arriagada |
| 36 | ARG | CS    | Pablo Solari      |